# Distrito de Palakkad
Palakkad (en malayalam; പാലക്കാട് ജില്ല) es un distrito de India, en el estado de Kerala. 
Comprende una superficie de 4 480 km².
El centro administrativo es la ciudad de Palakkad.

## Demografía
Según censo 2011 contaba con una población total de 2 810 892 habitantes.